# Nové Hony
Nové Hony, ungarisch Keresztúr (slowakisch 1948–1954 „Sväté Kríže“ – 1927–1948 „Kerestúry“ – bis 1927 „Malý [Kerestúr] a Veľký Kerestúr“; ungarisch auch Kétkeresztúr – bis 1907 Kiskeresztúr és Nagykeresztúr) ist eine Gemeinde im Süden der Slowakei mit 178 Einwohnern (Stand 31. Dezember 2024). Sie gehört zum Okres Lučenec, einem Kreis des Banskobystrický kraj, und ist zugleich Teil der traditionellen Landschaft Novohrad.

## Geografie

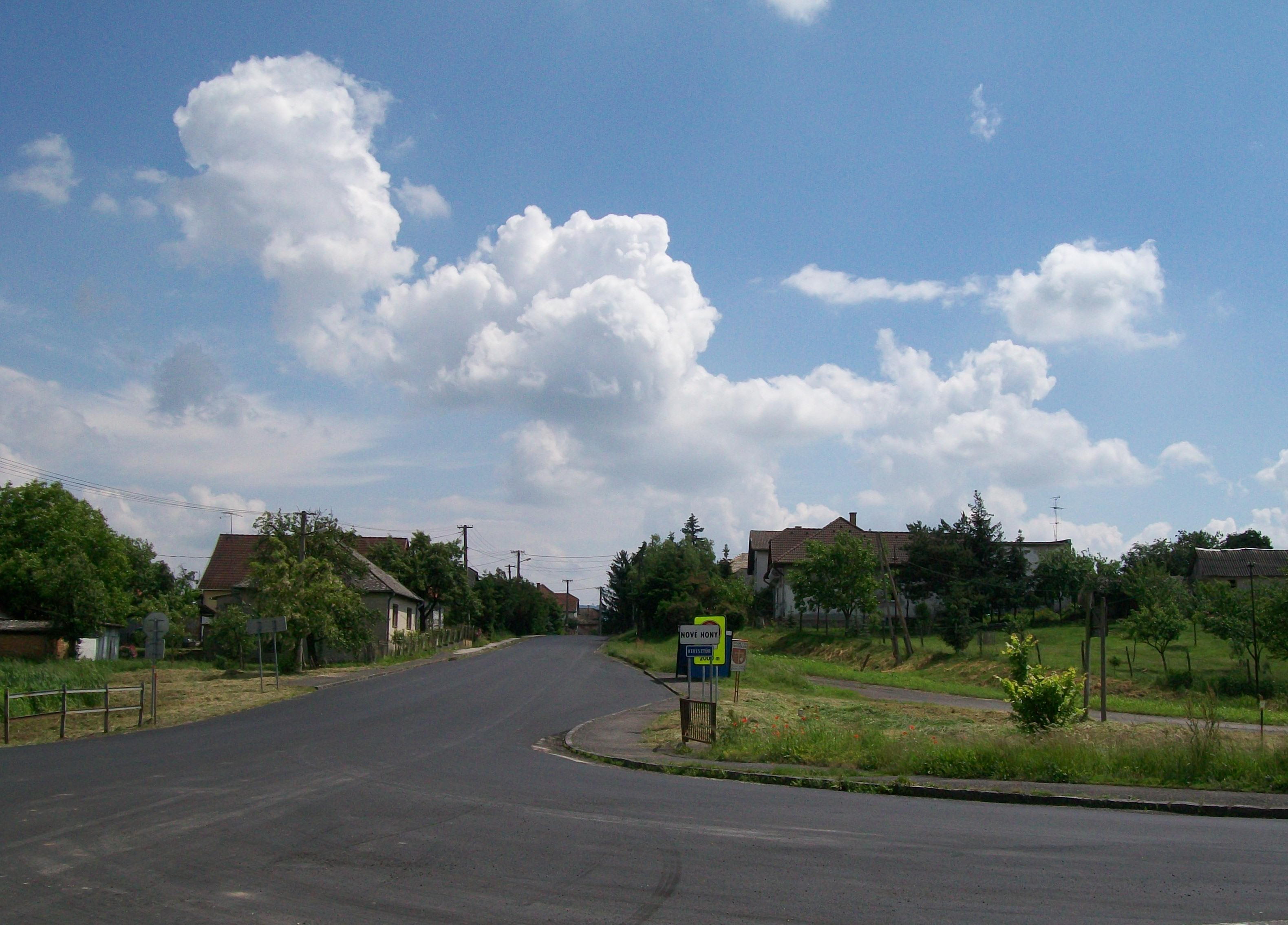
Ortseingang von Nové Hony

Die Gemeinde befindet sich im Ostteil des Talkessels Lučenská kotlina, einer Untereinheit der Juhoslovenská kotlina, am Bach Šťavica im Einzugsgebiet des Ipeľ. Das Ortszentrum liegt auf einer Höhe von 203 m n.m. und ist 14 Kilometer von Lučenec sowie 16 Kilometer von Rimavská Sobota entfernt.
Nachbargemeinden sind Poltár und Hrnčiarska Ves im Norden, Ožďany im Nordosten, Veľké Dravce im Osten und Süden, Buzitka im Südwesten, Pinciná im Westen und Kalinovo (Ortsteil Hrabovo) im Nordwesten.

## Geschichte
Auf dem Gemeindegebiet von Nové Hony gab es archäologische Funde der Piliny-Kultur aus der Spätbronzezeit sowie Überreste einer slawischen Siedlung aus dem 10. Jahrhundert.
Nové Hony wurde zum ersten Mal 1332 schriftlich erwähnt und teilte sich schon im 14. Jahrhundert in zwei Orte, Malý Kerestúr und Veľký Kerestúr, die sich um die Mitte des 19. Jahrhunderts wieder vereinigten. Das Ortsgebiet war Besitz verschiedener landadliger Familien. 1828 zählte man 15 Häuser und 133 Einwohner, die als Landwirte und Winzer beschäftigt waren. Das örtliche Großgut gehörte um die Wende vom 19. zum 20. Jahrhundert der Familie Szakáll.
Bis 1918/1919 gehörte der im Komitat Neograd liegende Ort zum Königreich Ungarn und kam danach zur Tschechoslowakei beziehungsweise heute Slowakei. Auf Grund des Ersten Wiener Schiedsspruchs lag er von 1938 bis 1944 noch einmal in Ungarn.

## Bevölkerung
| Jahr                | 1994 | 2004    | 2014    | 2024    |
| ------------------- | ---- | ------- | ------- | ------- |
| Anzahl der Personen | 185  | 195     | 184     | 178     |
| Unterschied         |      | +5,40 % | −5,64 % | −3,26 % |

| Jahr                | 2023 | 2024    |
| ------------------- | ---- | ------- |
| Anzahl der Personen | 182  | 178     |
| Unterschied         |      | −2,19 % |

Gemäß der Volkszählung 2011 wohnten in Nové Hony 186 Einwohner, davon 157 Slowaken, 22 Magyaren und drei Tschechen. Drei Einwohner machten keine Angabe zur Ethnie.
122 Einwohner bekannten sich zur römisch-katholischen Kirche, 22 Einwohner zur Evangelischen Kirche A. B. und sechs Einwohner zur reformierten Kirche. 17 Einwohner waren konfessionslos und bei 19 Einwohnern wurde die Konfession nicht ermittelt.

## Bauwerke und Denkmäler
- evangelische Kirche im neoklassizistischen Stil aus dem Jahr 1886
- Landsitz im neoklassizistischen Stil aus dem Jahr 1870, 1903 umgebaut

## Verkehr
Durch Nové Hony führt die Straße 1. Ordnung 16 (E 58, E 571) zwischen Lučenec und Rimavská Sobota.